# Józefina Badeńska
Józefina Fryderyka Luiza Badeńska (ur. 21 października 1813 w Mannheimie; zm. 19 czerwca 1900 w Sigmaringen) – księżniczka Badenii.

## Życiorys
Była córką wielkiego księcia Badenii, Karola Ludwika (1786–1818) i jego żony Stefanii de Beauharnais (1789–1860), księżniczki francuskiej.
21 października 1834 roku w Karlsruhe wyszła za mąż za Karla Antona von Hohenzollern-Sigmaringen, syna Karla von Hohenzollern-Sigmaringen (1785–1853) i jego żony Marii Antoniny Murat (1793–1847). Para doczekała się szóstki dzieci:
- Leopolda (1835–1905), ożenił się z Antonią Marią Portugalską;
- Stefanii (1837–1859), żony króla Portugalii Piotra V;
- Karola (1839–1914), króla Rumunii;
- Antona (1841–1866), zginął w bitwie;
- Fryderyka (1843–1904);
- Marii Luizy (1845–1912), żony hrabiego Flandrii Filipa Koburga.

Józefina umarła w 1900 roku w wieku 86 lat.